# View from the Top
View from the Top (br: Voando alto — pt: Altos Voos) é um filme estadunidense de 2003, do gênero comédia romântica, dirigido pelo brasileiro Bruno Barreto e estrelado por Gwyneth Paltrow, Christina Applegate, Candice Bergen, Joshua Malina, Mark Ruffalo, Rob Lowe, Mike Myers, e Kelly Preston. O filme segue uma jovem mulher (Paltrow) de uma pequena cidade que se propõe a realizar seu sonho de se tornar aeromoça.

## Sinopse
Donna Jensen (Gwyneth Paltrow) vive em uma cidade pacata, Silver Springs, Nevada, mas deseja conhecer o mundo. Após assistir na TV a entrevista de uma aeromoça veterana: Sally Weston (Candice Bergen), que lançou um livro contando sua longa experiência na profissão, ela decide iniciar uma carreira na aviação comercial. No começo, ela trabalha para uma pequena companhia aérea, a "Sierra", onde conhece Sherry (Kelly Preston) e Christine (Christina Applegate). Após ver umas aeromoças metidas da 1ªclasse, elas decidem tentar a sorte numa companhia aérea maior; a "Royalt Airlines", onde fazem uma entrevista com o instrutor John Whitney (Mike Myers), mas só Donna e Christine passam. Ela se encanta em um jantar na casa de Sally, com as histórias que a veterana conta, e Sally vê nela, uma garota de muito potencial, pois ela merece: "París, 1ªclasse, Internacional", nada mais que isso e lhe mostra um lindo uniforme. Donna estuda muito e é a mais aplicada aluna da classe, porém Christine não consegue se focar nos estudos e se desespera, mas a amiga a ajuda e ao pegar lenços de papel para Christine parar de chorar, percebe que ela roubou um sabonete em forma de avião que estava no banheiro na casa de Sally Weston. Donna avisa a amiga que no regulamento, se for pega roubando, é demitida na hora. Após a prova final, Donna se decepciona, pois pegou a "Royalt Express"e não a "Royalt International" como merecia. Quem pegou a "Royalt International" foi Christine. Ela reclama para o instrutor, que lhe dá duas opções: ou sair da empresa ou ficar e tentar fazer outra prova depois de um ano. Ela decide ficar na empresa e mesmo assim, é a melhor funcionária da companhia. Após reencontrar Ted Stewart (Mark Ruffalo), eles começam a namorar e decidem morar juntos em Cleveland, cidade que os dois concordam que é uma imensa sala de espera que eles só precisam encontrar algo para fazer antes de serem chamados. Donna passa o Natal com a família de Ted, que lhe dá um relógio de dois fusos. Ao reencontrar Christine, esta dá provas que não entende muito dos assuntos aéreos e Donna vê em sua bolsa, muitas coisas de avião: (bebidas, fones de ouvido, vendas para os olhos, etc). Ela decide procurar Sally Weston, que a ajuda e juntas, descobrem que Christine roubou sua prova trocando os números finais das duas (Christine[#1041] troca o 1 pelo 7 em sua prova e troca o 7 pelo 1 na prova de Donna[#1047]). Ela reconhece a letra da "falsa amiga", pois Christine tem o costume de acentuar o "i" com um coração.
Sally manda também colocarem um espião no próximo voo de Christine, que é pega e demitida. Donna faz outra prova e passa. Seu instrutor lhe dá os parabéns e diz-lhe para "Voar alto e fazer pelos que não puderam!". Donna ganha de presente de Sally, um lindo uniforme verde e azul, o mesmo que havia visto no closet da ex-aeromoça.
Ela deixa o namorado em Cleveland e segue seu sonho. Mesmo tendo atingido o sucesso na sua investida, Donna não se sente feliz e resolve reencontrá-lo para viver uma vida nova.

## Elenco principal
- Gwyneth Paltrow .... Donna Jensen
- Mark Ruffalo .... Ted Stewart
- Candice Bergen .... Sally Weston
- Kelly Preston .... Sherry
- Christina Applegate .... Christine Montgomery
- Rob Lowe .... Steve Bench
- Mike Myers .... John Witney
- Joshua Malina .... Randy Jones
- Marc Blucas .... Tommy Boulay
- Stacey Dash .... Angela Samona
- Jon Polito .... Roy Roby
- Concetta Tomei .... Mrs. Stewart
- Robyn Peterson .... Mrs. Jensen
- Nadia Dajani .... Paige
- John Francis Daley .... Rodney

## Produção
Após assistir ao filme Bossa Nova, uma executiva da Miramax gostou da produção e fez propostas para Bruno Barreto para dirigir comédias românticas.
Harvey Weinstein disse que Gwyneth Paltrow recebeu US$10 milhões para fazer o filme. Bruno Barreto disse que ela recebeu US$12 milhões.
Gwyneth Paltrow se referia ao filme como View from my Ass ("vista da minha bunda"), pelo figurino exíguo usado pela personagem.
A primeira decolagem da protagonista foi feita usando um helicóptero para seguir o avião na pista de pouso e decolagem, quando o avião empinava para subir, o helicóptero fazia o deslocamento contrário e empinava para baixo.

## Trilha sonora
| N.º | Título                           | Compositor(es)                              | Artista                  | Duração |  |
| 1.  | "Suddenly"                       | Andreas Carlsson, Desmond Child             | LeAnn Rimes              | 4:00    |  |
| 2.  | "No Sign of It"                  | Scott Cutler, Anne Preven                   | Natalie Grant            | 4:03    |  |
| 3.  | "Was That My Life?"              | Marv Green, Bill Luther                     | Jo Dee Messina           | 3:49    |  |
| 4.  | "I'm Not Anybody's Girl"         | Jason Levine, Jay McCollum                  | Kaci                     | 3:13    |  |
| 5.  | "I've Been Waiting"              | Matt Slocum                                 | Sixpence None the Richer | 4:18    |  |
| 6.  | "Boys Don't Cry"                 | Tiffany Arbuckle Lee, Matt Bronleewe        | Plumb                    | 3:48    |  |
| 7.  | "Utopia"                         | Johan Glössner, Sofia Loell                 | Sofia Loell              | 3:42    |  |
| 8.  | "Circle of Love"                 | Del Harley, Allan Koppelberger, Laurie Webb | Tamara Walker            | 3:41    |  |
| 9.  | "The Bus Ride"                   | Gary Burr, Matt Rollings, Anna Wilson       | Anna Wilson              | 3:54    |  |
| 10. | "Sincerely"                      | Alan Freed, Harvey Fuqua                    | G.G.                     | 3:15    |  |
| 11. | "Time After Time"                | Rob Hyman, Cyndi Lauper                     | Katie Cook               | 4:04    |  |
| 12. | "Everywhere I Look, There's You" | Michael Behymer, Mike Curb, Michael Lloyd   | Tamara Walker            | 3:57    |  |

Faixas bônus
| N.º | Título      | Compositor(es)                        | Artista          | Duração |  |
| 13. | "Tickle Me" | Danielle Spencer                      | Danielle Spencer | 3:48    |  |
| 14. | "Downtime"  | Phillip Coleman, Carolyn Dawn Johnson | Jo Dee Messina   | 3:43    |  |
| 15. | "Suddenly"  | Andreas Carlsson, Desmond Child       | LeAnn Rimes      | 4:08    |  |

## Lançamento e recepção
View from the Top foi lançado em 21 de março de 2003 (foi originalmente agendado para o Natal de 2001, mas à luz dos ataques de 11 de setembro e devido ao fato de que a história gira em torno de uma comissária de bordo em vários aviões, o lançamento foi adiado) e arrecadou US$7,009,513 em seu fim de semana de lançamento, ocupando o quarto lugar atrás de Bringing Down the House, Dreamcatcher e Agent Cody Banks. O filme eventualmente arrecadou US$15,614,000 no mercado interno e US$3,912,014 no exterior, totalizando US$19,526,014 em todo o mundo, abaixo do orçamento de produção de US$35 milhões.
Stephanie Zacharek, da Salon.com elogiou o filme, escrevendo: "As piadas do filme têm uma luz própria. Se uma delas não pega num primeiro momento, ela está ali para preparar a entrada de uma outra". Mike Clark do USA Today disse que: "Bruno Barreto libera o ator para trabalhar do jeito que acha melhor". Stephen Holden, do New York Times, perguntou: "O que Gwyneth Paltrow está fazendo ao desperdiçar seu talento numa pálida comédia de aviação como esta?". Mesmo questionamento feito por Mark Caro no Chicago Tribune: "Por que Paltrow, que ganhou um Oscar há quatro anos, aceitou esse papel é um mistério". Paltrow ganhou o Oscar de melhor atriz pelo filme Shakespeare in Love.
Mais comedido, o Los Angeles Times criticou o fato de o filme ter sido "bastante editado para ter um tempo menor, o que explica algumas situações do roteiro soarem perdidas". Entertainment Weekly disse que "View from the Top é uma comédia romântica com todos os clichês do gênero. (...) Faz os filmes adocicados de Nora Ephron parecerem It Happened One Night".
No site de agregação de resenhas Rotten Tomatoes, o filme tem uma classificação de 14% com base em resenhas de 123 críticos, com o consenso do site "Desigual em tom e mal editado, View From the Top desperdiça os talentos de seu elenco e condescende com seus personagens". A própria Paltrow menosprezou o filme, chamando-o de "o pior filme de todos os tempos".
Depois de assistir ao filme com sua esposa, Richard Ayoade, o comediante, escritor, ator e diretor britânico, achou o filme tão insuportavelmente ruim e cheio de tropos que ele escreveu o livro Ayoade on Top (2019), uma análise profunda do filme, argumentando pela canonização de "esta obra-prima brutal".